# Au-delà de la religion
Au-delà de la religion : Une éthique de la compassion est un livre du 14e dalaï-lama. 

## Résumé
Dans cet ouvrage, le dalaï-lama appelle à se tourner non pas tant vers les religieux, que vers les scientifiques, observateurs d'un système plus universel et exact de la causalité des phénomènes.
Il l’écrit dans l'ouvrage « Ce dont nous avons besoin désormais, c’est d’une éthique qui se démarque de la religion et convienne aux croyants comme aux non croyants : une sagesse laïque, au-delà de la religion ». 